# Hymn harcerski
Hymn harcerski – pieśń zaczynająca się od słów:  Wszystko, co nasze, Polsce oddamy.
Dziewięciozwrotkowy wiersz Ignacego Kozielewskiego Marsz skautów, napisany w 1911, został opublikowany we wrześniu 1912 w 23. numerze czasopisma „Skaut”. Wiersz ten został później uzupełniony, za zgodą autora, refrenem Ramię pręż, słabość krusz przez Olgę Drahonowską-Małkowską oraz przystosowany do melodii rewolucyjnej pieśni „Na barykady ludu roboczy”. Był drukowany pod zmienionym tytułem: Wszystko co nasze Polsce oddamy.
Od 1918 jest hymnem Związku Harcerstwa Polskiego (wcześniej hymnem harcerskim była Rota Marii Konopnickiej, do muzyki Feliksa Nowowiejskiego). Hymnem ZHP jest pierwsza zwrotka pieśni wraz z refrenem. W 1977 wprowadzono do hymnu dodatkową zwrotkę, autorstwa Jerzego Majki, zaczynającą się od słów „Socjalistycznej, Biało-Czerwonej”, ale VII Zjazd ZHP w marcu 1981 zrezygnował z niej, wprowadzając do Statutu ZHP stosowny zapis (ujęty w obecnym § 9 pkt 1).
Pieśń jest również hymnem Związku Harcerstwa Rzeczypospolitej, Stowarzyszenia Harcerskiego oraz Związku Harcerstwa Rzeczypospolitej w Kanadzie.